# کینگز وود (نیو ساوت ولز)
کینگز وود (به انگلیسی: Kingswood) یک حومه شهر در استرالیا است که در نیو ساوت ولز واقع شده‌است.